# Aéroport de Resolute Bay
L'aéroport de Resolute Bay est un aéroport situé au Nunavut, au Canada.

## Accident
En 2011, le Vol 6560 First Air s'est écrasé peu avant son atterrissage à Resolute Bay.